# Подих смерті
«По́дих сме́рті» (англ. Whiff of Death, вперше видавався під назвою англ. The Death Dealers (Торговці смертю))  — детективний роман американського письменника Айзека Азімова. Виданий в 1958 році. В українському перекладі вийшов у видавництві «Молодь» у 1989 році.

## Сюжет
Книга про доцента університету, чий студент помирає під час експерименту. Доцент намагається дізнатися, чи смерть була випадковою, чи навмисно здійсненою.

## Герої книги
- Луїс Брейд (англ. Louis Brade)  — доцент кафедри хімії.
- Доріс Брейд (англ. Doris Brade)  — дружина Луїса Брейда.
- Ральф Нойфельд (англ. Ralph Neufeld)  — жертва.
- Кеп Ансон (англ. Cap Anson)  — хімік-органік, колишній наставник Луїса Брейда.
- Роберта Гудх'ю (англ. Roberta Goodhue)  — аспірантка кафедри.
- Маріл Фостер (англ. Merill Foster)  — ще один доцент кафедри хімії, колега Луїса Брейда.
- Отто Ранке (англ. Otto Ranke)  — перший науковий керівник Ральфа Нойфельда.
- Артур Літелбі (англ. Arthur Littelby)  — завідувач кафедри.
- Джек Дохені (англ. Jack Doheny)  — поліцай.

## Видання
- 1958 рік — американське видавництво Avon.

## Переклади українською
- Айзек Азімов. "Подих смерті". З англійської переклав Богдан Салик. (Увійшов що збірки «Подих смерті. Пригодницькі романи». Айзек Азімов - "Подих смерті", Реймонд Чандлер - Прощай, кохана!, Дешилл Хеммет - Худий. Переклад з англійської Богдан Салик, Наталка Войко, Олександр Буценко. Художнє оформлення І.Бугославської. Київ: Молодь. 1989. 448 стор. (Серія "Зарубіжний детектив"). ISBN 5-7720-0221-Х)